# Andrea Contreras
Andrea Contreras ist eine ehemalige argentinische Biathletin.

## Karriere
Andrea Contreras startete im August 2010 bei den Biathlon-Südamerikameisterschaften in Portillo und Bariloche. Bei der Meisterschaft, die als Rennserie ausgetragen wurde, wurde Contreras in Portillo Zehnte des Einzels und des Sprints sowie Neunte im Massenstartrennen. Beim Sprintrennen in Bariloche kam sie auf Rang vier. In der Gesamtwertung, in die nur drei Rennen eingingen, belegte sie den zehnten Platz. Bei weiteren Meisterschaften trat sie nicht in Erscheinung.